# Seznam hlav států v roce 2021
V seznamu hlav států v roce 2021 jsou uvedeni nejvyšší představitelé všech nezávislých států, kteří vládli v roce 2021. Seznam je seřazen abecedně podle světadílů. Jsou zde uvedeny nejvyšší hlavy států (prezidenti, králové, atd.) a předsedové vlád (pokud taková funkce existuje), případně i další významné státní funkce (typicky generální guvernér zastupující britskou královnu nebo faktické hlavy států, pokud se liší od nominálních hlav).
V seznamu je uvedeno i několik území se sporným mezinárodním postavením, která jsou de facto nezávislá, de iure jsou ale součástí některého jiného státu.

## Afrika
| Název státu                  | Státní vlajka | Hlava státu | Předseda vlády |
| ---------------------------- | ------------- | --- | --- |
| Alžírsko                     |               | prezident Abdal Madžíd Tabbúni | Abdal Azíz Džarád (do 30. 6.) Ajman bin Abd ar-Rahmán (od 30. 6.) |
| Angola                       |               | prezident João Lourenço | João Lourenço |
| Benin                        |               | prezident Patrice Talon | Patrice Talon |
| Botswana                     |               | prezident Mokgweetsi Masisi | Mokgweetsi Masisi |
| Burkina Faso                 |               | prezident Roch Marc Christian Kaboré | Christophe Joseph Marie Dabiré (do 10. 12.) Lassina Zerbo (od 10. 12.) |
| Burundi                      |               | prezident Évariste Ndayishimiye | Alain-Guillaume Bunyoni |
| Čad                          |               | prezident Idriss Déby (do 20. 4., zemřel) předseda Přechodné vojenské rady Mahamat Déby (od 20. 4.)                                                                                                   | Idriss Déby (do 20. 4., zemřel) Mahamat Déby (od 20. 4.) |
| DR Kongo                     |               | prezident Félix Tshisekedi | Sylvestre Ilunga (do 26. 4., zemřel) Jean-Michel Sama Lukonde (od 26. 4.) |
| Džibutsko                    |               | prezident Ismaïl Omar Guelleh | Abdoulkader Kamil Mohamed |
| Egypt                        |               | prezident Abd al-Fattáh as-Sísí | Mustafa Madbúlí |
| Eritrea                      |               | prezident Isaias Afwerki | Isaias Afwerki |
| Etiopie                      |               | prezidentka Sahle-Work Zewdeová | Abiy Ahmed |
| Gabon                        |               | prezident Ali Bongo Ondimba | Rose Christiane Rapondaová |
| Gambie                       |               | prezident Adama Barrow | Adama Barrow |
| Ghana                        |               | prezident Nana Akufo-Addo | Nana Akufo-Addo |
| Guinea                       |               | prezident Alpha Condé (do 5. 9., sesazen Vojenský převrat v Guineji 2021) předseda Národního výboru pro usmíření a rozvoj Mamady Doumbouya ( od 5 .9.) dočasný prezident Mamady Doumbouya ( od 5. 9.) | Ibrahima Kassory Fofana (do 5. 9.) Mohamed Béavogui (od 6. 10.) |
| Guinea-Bissau                |               | prezident Umaro Sissoco Embaló | Nuno Gomes Nabiam |
| Jihoafrická republika        |               | prezident Cyril Ramaphosa | Cyril Ramaphosa |
| Jižní Súdán                  |               | prezident Salva Kiir Mayardit | Salva Kiir Mayardit |
| Kamerun                      |               | prezident Paul Biya | Joseph Ngute |
| Kapverdy                     |               | prezident Jorge Carlos Fonseca (do 9. listopadu) prezident José Maria Neves (od 9. listopadu) | Ulisses Correia e Silva |
| Keňa                         |               | prezident Uhuru Kenyatta | Uhuru Kenyatta |
| Komory                       |               | prezident Azali Assoumani | Azali Assoumani |
| Lesotho                      |               | král Letsie III. | Moeketsi Majoro |
| Libérie                      |               | prezident George Weah | George Weah |
| Libye                        |               | předseda poslanecké sněmovny Akila Sálih Ísá předseda Prezidentské rady Fáiz Sarrádž (do 10. 3.) předseda Prezidentské rady Muhammad Younes Menfi (od 10. 3.)                                         | Abdalláh Sání (do 15. 3.) Fáiz Sarrádž (předseda vlády národní jednoty) (do 15. 3.) Omar al-Hassi (předseda vlády Vrchní revoluční rady) Abdul Hamid Muhammad Dbeibah (od 15. 3.) |
| Madagaskar                   |               | prezident Andry Rajoelina | Christian Ntsay |
| Malawi                       |               | prezident Lazarus Chakwera | Lazarus Chakwera |
| Mali                         |               | prozatímní prezident Bah Ndaw (do 26. 5.) prozatímní prezident Assimi Goita (od 26. 5.) | Moctar Ouane (prozatímní) (do 26. 5.), poté funkce neobsazena do 7. 6. Choguel Maïga (od 7. 6.)                                                                                   |
| Maroko                       |               | král Mohamed VI. | Saadaddín Usmání (do 7. 10) Azíz Achanúš (od 7. 10) |
| Mauricius                    |               | prezident Prithvirajsing Roopun | Pravind Jugnauth |
| Mauritánie                   |               | prezident Muhammad uld Ghazuání | Mohamed Ould Bilal |
| Mosambik                     |               | prezident Filipe Nyusi | Carlos Agostinho do Rosário |
| Namibie                      |               | prezident Hage Geingob | Saara Kuugongelwa-Amadhila |
| Niger                        |               | prezident Mahamadou Issoufou | Brigi Rafini |
| Nigérie                      |               | prezident Muhammadu Buhari | Muhammadu Buhari |
| Pobřeží slonoviny            |               | prezident Alassane Ouattara | Hamed Bakayoko (do 8. 3.) Patrick Achi (od 8. 3. do 30. 3. prozatímní, od 30. 3. řádně zvolený)                                                                                   |
| Republika Kongo              |               | prezident Denis Sassou-Nguesso | Clément Mouamba (do 12. 5.) Anatole Collinet Makosso (od 12. 5.) |
| Rovníková Guinea             |               | prezident Teodoro Obiang Nguema Mbasogo | Francisco Pascual Obama Asue |
| Rwanda                       |               | prezident Paul Kagame | Edouard Ngirente |
| Senegal                      |               | prezident Macky Sall | Macky Sall |
| Seychely                     |               | prezident Wavel Ramkalawan | Wavel Ramkalawan |
| Sierra Leone                 |               | prezident Julius Maada Bio | David Francis (do 30. 14) Jacob Jusu Saffa (od 30. 4) |
| Somálsko                     |               | prezident Mohamed Abdullahi Mohamed | Mohamed Hussein Roble |
| Středoafrická republika      |               | prezident Faustin-Archange Touadéra | Firmin Ngrebada |
| Súdán                        |               | předseda Vysoké rady ozbrojených sil Abdal Fattáh Abdalrahmán Burhán | Abdalláh Hamduk |
| Svatý Tomáš a Princův ostrov |               | prezident Evaristo Carvalho (do 2. 10.) prezident Carlos VilaNova (od 2. 10.) | Jorge Bom Jesus |
| Svazijsko                    |               | král Mswati III. | Themba Masuku (do 19. 7.) Cleopas Dlamini (od 19. 7.) |
| Tanzanie                     |               | prezident John Magufuli (do 17. 3., zemřel) prezidentka Samia Suluhu Hassanová (od 17. 3. do 19. 3. prozatímní, od 19. 3. řádná)                                                                      | Kassim Majaliwa |
| Togo                         |               | prezident Faure Gnassingbé | Victoire Tomegah Dogbé |
| Tunisko                      |               | prezident Kaís Saíd | Hišám Mašíší (do 25. 7.), do 11. 10. funkce neobsazena Najla Bouden Romdhaneová (od 11. 10.)                                                                                      |
| Uganda                       |               | prezident Yoweri Museveni | Ruhakana Rugunda (do 21. 6.) Robinah Nabbanja (od 21. 6.) |
| Zambie                       |               | prezident Edgar Lungu (do 24. 8.) prezident Hakainde Hichilema (od 24. 8.) | Edgar Lungu (do 24. 8.) Hakainde Hichilema (od 24. 8.) |
| Zimbabwe                     |               | prezident Emmerson Mnangagwa | Emmerson Mnangagwa |

## Asie
| Název státu             | Státní vlajka | Hlava státu | Předseda vlády |
| ----------------------- | ------------- | --- | --- |
| Afghánistán             |               | prezident Ašraf Ghaní (do 15 . 8., rezignace) funkce neobsazena nejvyšší vůdce Hajbatulláh Achúndzáda (od 7. 9.)             | Ašraf Ghaní (do 15 . 8., rezignace) funkce neobsazena Muhammad Hasan Achund (od 7. 9., prozatímní)                                                           |
| Arménie                 |               | prezident Armen Sarkisjan | Nikol Pašinjan |
| Ázerbájdžán             |               | prezident Ilham Alijev | Ali Asadov |
| Bahrajn                 |               | král Hamad bin Ísá Ál Chalífa                                                                                                | Salmán ibn Hamad Al Chalífa |
| Bangladéš               |               | prezident Abdul Hamid | Šajch Hasína Vadžídová |
| Bhútán                  |               | král Džigme Khesar Namgjel Wangčhug                                                                                          | Lotay Tshering |
| Brunej                  |               | sultán Hassanal Bolkiah | Hassanal Bolkiah |
| Čína                    |               | prezident Si Ťin-pching | Li Kche-čchiang |
| Filipíny                |               | prezident Rodrigo Duterte | Rodrigo Duterte |
| Gruzie                  |               | prezidentka Salome Zurabišviliová                                                                                            | Giorgi Gacharija |
| Indie                   |               | prezident Rám Náth Kóvind | Naréndra Módí |
| Indonésie               |               | prezident Joko Widodo | Joko Widodo |
| Irák                    |               | prezident Barham Sálih | Mustafa Kázimí |
| Írán                    |               | duchovní vůdce (faktická hlava státu) Sajjid Alí Chameneí                                                                    | prezident (nominální hlava státu) Hasan Rúhání (do 3. 8.) prezident(nominální hlava státu) Ebráhím Raísí (od 3. 8.)                                          |
| Izrael                  |               | prezident Re'uven Rivlin (do 7. 7.) prezident Jicchak Herzog (od 7. 7.)                                                      | Benjamin Netanjahu (do 13. 6.) Naftali Bennett (od 13. 6.)                                                                                                   |
| Japonsko                |               | císař Naruhito | Jošihide Suga (do 4. 10.) Fumio Kišida (od 4. 10.) |
| Jemen                   |               | prezident Abd Rabú Mansúr Hádí dočasný předseda Nejvyšší politické rady Mahdi al-Mashat                                      | Main Abd al-Malik Said Abdul Aziz Bin Habtour (předseda vlády Nejvyšší politické rady)                                                                       |
| Jižní Korea             |               | prezident Mun Če-in | Chung Sye-kyun (do 16. 4.) Hong Nam Ki (16. 4. - 13. 5., dočasný) Kim Pu-gjom (od 14. 5.)                                                                    |
| Jordánsko               |               | král Abdalláh II. | Bišer Al-Khasawneh |
| Kambodža                |               | král Norodom Sihamoni | Hun Sen |
| Katar                   |               | emír Tamím bin Hamad Ál Thání                                                                                                | Sheikh Khalid ibn Khalifa ibn Abdul Aziz Al Thani |
| Kazachstán              |               | prezident Kasym-Žomart Kemeluly Tokajev                                                                                      | Askar Mamin |
| Kuvajt                  |               | emír Nawwáf al-Ahmad al-Džábir as-Sabáh                                                                                      | Sabah al-Chálid as-Sabah |
| Kyrgyzstán              |               | úřadující prezident Talant Mamytov (do 28. 1) prezident Sadyr Žaparov (od 28. 1.)                                            | Arťom Novikov (úřadující) (do 3. 2.) Sadyr Žaparov (do 21. 1.) Ulukbek Maripov ( 3. 2.- 12. 10.) Akylbek Žaparov (12. - 13.10. dočasný, od 13. 10., zvolený) |
| Laos                    |               | prezident Bunnhang Voračith (do 22. 3.) prezident Thongloun Sisoulith (od 22. 3.)                                            | Thongloun Sisoulith (do 22. 3.) Phankham Viphavanh (od 22. 3.)                                                                                               |
| Libanon                 |               | prezident Michel Aoun | Hasan Dijáb (do 10. září) Nadžíb Míkátí (od 10. září) |
| Malajsie                |               | sultán Abdullah | Tan Sri Muhyiddin Yassin (21. 8) Datuk Seri Ismail Sabri Yaakob (21. 8.)                                                                                     |
| Maledivy                |               | prezident Ibráhím Muhammad Sulih                                                                                             | Ibráhím Muhammad Sulih |
| Mongolsko               |               | prezident Chaltmágín Battulga (do 25. 6.) prezident Uchnaagijn Chürelsüch (od 25. 6.)                                        | Uchnaagijn Chürelsüch (do 27. 1.) Luvsannamsraj Ojun-Erdene (od 27. 1.)                                                                                      |
| Myanmar                 |               | prezident Win Myin (do 1. 2.) prozatímní prezident Myint Swe (od 1. 2.) předseda Správní rady státu Min Aun Hlain (od 2. 2.) | Aun Schan Su Ťij (státní poradkyně) (do 1. 2.) Min Aun Hlain (od 2. 2.) (jako předseda Správní rady státu)                                                   |
| Nepál                   |               | prezidentka Bidhjá Déví Bhandáríová                                                                                          | Khadga Prasád Oli (do 13. 7.) Šér Bahádur Deuba (od 13. 7.)                                                                                                  |
| Omán                    |               | sultán Hajtham bin Tárik | Hajtham bin Tárik |
| Pákistán                |               | prezident Árif Alví | Imran Chán |
| Saúdská Arábie          |               | král Salmán bin Abd al-Azíz                                                                                                  | Salmán bin Abd al-Azíz |
| Severní Korea           |               | nejvyšší vůdce Kim Čong-un                                                                                                   | Kim Tok Hun |
| Singapur                |               | prezidentka Halimah Yacobová                                                                                                 | Lee Hsien Loong |
| Spojené arabské emiráty |               | prezident Chalífa bin Zájid Ál Nahján                                                                                        | Muhammad bin Rášid Ál Maktúm |
| Srí Lanka               |               | prezident Gotabaja Radžapaksa                                                                                                | Mahinda Radžapaksa |
| Sýrie                   |               | prezident Bašár al-Asad | Husajn Arnús |
| Tádžikistán             |               | prezident Emomalii Rachmon                                                                                                   | Kokhir Rasulzoda |
| Thajsko                 |               | král Ráma X. | Prajutch Čan-Oča (vojenský premiér) |
| Turecko                 |               | prezident Recep Tayyip Erdoğan                                                                                               | Recep Tayyip Erdoğan |
| Turkmenistán            |               | prezident Gurbanguly Berdimuhamedow                                                                                          | Gurbanguly Berdimuhamedow |
| Uzbekistán              |               | prezident Shavkat Mirziyoyev                                                                                                 | Abdulla Aripov |
| Vietnam                 |               | prezident Nguyễn Phú Trọng (do 5. 4.) prezident Nguyễn Xuân Phúc (od 5. 4.)                                                  | Nguyễn Xuân Phúc (do 5. 4.) Phạm Minh Chính (od 5. 4.) |
| Východní Timor          |               | prezident Francisco Guterres                                                                                                 | Taur Matan Ruak |

## Evropa
| Název státu         | Státní vlajka | Hlava státu | Předseda vlády |
| ------------------- | ------------- | --- | --- |
| Albánie             |               | prezident Ilir Meta | Edi Rama |
| Andorra             |               | Emmanuel Macron (zastupován Patrickem Strzodou) a spolukníže biskup Joan Enric Vives Sicília (zastupován Josepem Mariou Maurim)                                                                            | Xavier Espot Zamora |
| Belgie              |               | král Filip | Alexander De Croo |
| Bělorusko           |               | prezident Alexandr Lukašenko | Roman Golovčenko |
| Bosna a Hercegovina |               | předsednictvo: Milorad Dodik (Srb), Željko Komšić (Chorvat), Šefik Džaferović (Bosňák) | Zoran Tegeltija |
| Bulharsko           |               | prezident Rumen Radev | Bojko Borisov (do 12. 5.) Stefan Janev (od 12. 5., dočasný) Kiril Petkov (od 13. 12.)                                                                  |
| Černá Hora          |               | prezident Milo Đukanović | Duško Marković |
| Česko               |               | prezident Miloš Zeman | Andrej Babiš (do 17. 12.) Petr Fiala (od 17. 12.) |
| Dánsko              |               | královna Markéta II. | Mette Frederiksenová |
| Estonsko            |               | prezidentka Kersti Kaljulaidová (do 11. 10.) prezident Alar Karis (od 11. 10.) | Jüri Ratas (do 26. 1.) Kaja Kallasová (od 26. 1.) |
| Finsko              |               | prezident Sauli Niinistö | Sanna Marinová |
| Francie             |               | prezident Emmanuel Macron | Jean Castex |
| Chorvatsko          |               | prezident Zoran Milanović | Andrej Plenković |
| Irsko               |               | prezident Michael D. Higgins | Leo Varadkar |
| Island              |               | prezident Guðni Thorlacius Jóhannesson | Katrín Jakobsdóttir |
| Itálie              |               | prezident Sergio Mattarella | Giuseppe Conte (do 12. 2.) Mario Draghi (od 12. 2.) |
| Kypr                |               | prezident Nikos Anastasiadis | Nikos Anastasiadis |
| Lichtenštejnsko     |               | kníže Hans Adam II. a regent Alois z Lichtenštejna | Adrian Hasler (do 25. 3.) Daniel Risch (od 25. 3.) |
| Litva               |               | prezident Gitanas Nausėda | Ingrida Šimonytėová |
| Lotyšsko            |               | prezident Egils Levits | Arturs Krišjānis Kariņš |
| Lucembursko         |               | velkovévoda Jindřich I. | Xavier Bettel |
| Maďarsko            |               | prezident János Áder | Viktor Orbán |
| Severní Makedonie   |               | prezident Stevo Pendarovski | Oliver Spasovski |
| Malta               |               | prezident George Vella | Robert Abela |
| Moldavsko           |               | prezidentka Maia Sanduová | Aureliu Ciocoi (do 6. 8.) Natalia Gavrilitsaová (od 6. 8.)                                                                                             |
| Monako              |               | kníže Albert II. | Pierre Dartout |
| Německo             |               | spolkový prezident Frank-Walter Steinmeier | spolková kancléřka Angela Merkelová (do 8. 12.) spolkový kancléř Olaf Scholz (od 8. 12.)                                                               |
| Nizozemsko          |               | král Vilém-Alexandr | Mark Rutte |
| Norsko              |               | král Harald V. | Erna Solbergová (do 14. 10.) Jonas Gahr Støre (od 14. 10.)                                                                                             |
| Polsko              |               | prezident Andrzej Duda | Mateusz Morawiecki |
| Portugalsko         |               | prezident Marcelo Rebelo de Sousa | António Costa |
| Rakousko            |               | spolkový prezident Alexander Van der Bellen | spolkový kancléř Sebastian Kurz (do 11. 10.) spolkový kancléř Alexander Schallenberg (od 11. 10.- 6. 12.) spolkový kancléř Karl Nehammer (od 6. 12.)   |
| Rumunsko            |               | prezident Klaus Iohannis | Florin Cîțu (do 25. 11.) Nicolae Ciucă (od 25. 11.) |
| Rusko               |               | prezident Vladimir Putin | Michail Mišustin |
| Řecko               |               | prezidentka Katerina Sakellaropulosová | Kyriakos Mitsotakis |
| San Marino          |               | kapitáni-regenti Alessandro Cardelli a Mirko Dolcini (do 1. 4.) kapitáni-regenti Giancarlo Venturini a Marco Nicolini (1. 4. - 1. 10.) kapitáni-regenti Francesco Mussoni a Giacomo Simoncini (od 1. 10.). | Alessandro Cardelli a Mirko Dolcini (do 1. 4.) Giancarlo Venturini a Marco Nicolini (1. 4. - 1. 10.) Francesco Mussoni a Giacomo Simoncini (od 1. 10.) |
| Slovensko           |               | prezidentka Zuzana Čaputová | Igor Matovič (do 1. 4.) Eduard Heger (od 1. 4.) |
| Slovinsko           |               | prezident Borut Pahor | Janez Janša |
| Spojené království  |               | královna Alžběta II. | Boris Johnson |
| Srbsko              |               | prezident Aleksandar Vučić | Ana Brnabićová |
| Španělsko           |               | král Filip VI. Španělský | Pedro Sánchez |
| Švédsko             |               | král Karel XVI. Gustav | Stefan Löfven |
| Švýcarsko           |               | prezident Guy Parmelin | Guy Parmelin |
| Ukrajina            |               | prezident Volodymyr Zelenskyj | Denys Šmyhal |
| Vatikán             |               | papež František | státní sekretář Pietro Parolin předseda governorátu Giuseppe Bertello (do 1. 10.) Fernando Vérgez Alzaga (od 1. 10.)                                   |

## Severní a Střední Amerika
| Název státu               | Státní vlajka | Hlava státu | Předseda vlády                                                                   |
| ------------------------- | ------------- | --- | -------------------------------------------------------------------------------- |
| Antigua a Barbuda         |               | královna Alžběta II. – generální guvernér Sir Rodney Williams | Gaston Browne                                                                    |
| Bahamy                    |               | královna Alžběta II. – generální guvernér Sir Cornelius Smith | Hubert Minnis (do 17. 9.) Philip Davis (od 17. 9.)                               |
| Barbados                  |               | královna Alžběta II. – generální guvernérka Sandra Masonová (do 29. 11.) prezidentka Sandra Masonová (od 30. 11.) | Mia Mottleyová                                                                   |
| Belize                    |               | královna Alžběta II. – generální guvernér Sir Colville Young (do 30. 4.) dočasný generální guvernér Stuart Leslie (od 30. 4. - 27. 5.) generální guvernérka Froyla Tzalamová (od 27. 5.)                                               | Johnny Briceño                                                                   |
| Dominika                  |               | prezident Charles Savarin | Roosevelt Skerrit                                                                |
| Dominikánská republika    |               | prezident Luis Abinader | Luis Abinader                                                                    |
| Grenada                   |               | královna Alžběta II. – generální guvernérka Dame Cécile La Grenade | Keith Mitchell                                                                   |
| Guatemala                 |               | prezident Alejandro Giammattei | Alejandro Giammattei                                                             |
| Haiti                     |               | prezident Jovenel Moïse (do 7. 7., zavražděn) dočasný prezident Claude Joseph ( 7. 7. - 20. 7.) dočasný prezident Ariel Henry (od 20. 7.)                                                                                              | Joseph Joute (do 14. 4.) Claude Joseph ( 14. 4.- 20. 7.) Ariel Henry (od 20. 7.) |
| Honduras                  |               | prezident Juan Orlando Hernández | Juan Orlando Hernández                                                           |
| Jamajka                   |               | královna Alžběta II. – generální guvernér Sir Patrick Allen | Andrew Holness                                                                   |
| Kanada                    |               | královna Alžběta II. – generální guvernérka Julie Payetteová (do 21. 1., rezignace) správce kanadské vlády (Administrator of the Government of Canada) Richard Wagner ( 23. 1.- 26. 7.) generální guvernérka Mary Simonová (od 26. 7.) | Justin Trudeau                                                                   |
| Kostarika                 |               | pprezident Carlos Alvarado Quesada | Carlos Alvarado Quesada                                                          |
| Kuba                      |               | prezident Miguel Díaz-Canel | Manuel Marrero                                                                   |
| Mexiko                    |               | prezident Andrés Manuel López Obrador | Andrés Manuel López Obrador                                                      |
| Nikaragua                 |               | prezident Daniel Ortega | Daniel Ortega                                                                    |
| Panama                    |               | prezident Laurentino Cortizo | Laurentino Cortizo                                                               |
| Salvador                  |               | prezident Nayib Bukele | Nayib Bukele                                                                     |
| Spojené státy americké    |               | prezident Donald Trump (do 20. 1.) prezident Joe Biden (od 20. 1.) | Donald Trump (do 20. 1.) Joe Biden (od 20. 1.)                                   |
| Svatá Lucie               |               | královna Alžběta II. – generální guvernér Sir Neville Cenac (do 11. 11.) dočasný generální guvernér Errol Charles (od 11. 11.) | Allen Chastanet (do 28. 7.) Philip J. Pierre (od 28. 7.)                         |
| Svatý Kryštof a Nevis     |               | královna Alžběta II. – generální guvernér Sir Samuel Weymouth Tapley Seaton | Timothy Harris                                                                   |
| Svatý Vincenc a Grenadiny |               | královna Alžběta II. – generální guvernérka Dame Susan Douganová | Ralph Gonsalves                                                                  |
| Trinidad a Tobago         |               | prezidentka Paula-Mae Weekesová | Keith Rowley                                                                     |

## Jižní Amerika
| Název státu | Státní vlajka | Hlava státu                                                                  | Předseda vlády                                                                                      |
| ----------- | ------------- | ---------------------------------------------------------------------------- | --------------------------------------------------------------------------------------------------- |
| Argentina   |               | prezident Alberto Fernández                                                  | Alberto Fernández                                                                                   |
| Bolívie     |               | prezident Luis Arce                                                          | Luis Arce                                                                                           |
| Brazílie    |               | prezident Jair Bolsonaro                                                     | Jair Bolsonaro                                                                                      |
| Ekvádor     |               | prezident Lenín Moreno (do 24. 5.) prezident Guillermo Lasso (od 24. 5.)     | Lenín Moreno (do 24. 5.) Guillermo Lasso (od 24. 5.)                                                |
| Guyana      |               | prezident Irfaan Ali                                                         | Mark Phillips                                                                                       |
| Chile       |               | prezident Sebastián Piñera                                                   | Sebastián Piñera                                                                                    |
| Kolumbie    |               | prezident Iván Duque                                                         | Iván Duque                                                                                          |
| Paraguay    |               | prezident Mario Abdo Benítez                                                 | Mario Abdo Benítez                                                                                  |
| Peru        |               | president Francisco Sagasti (do 27. 7.) prezident Pedro Castillo (od 27. 7.) | Pedro Violeta Bermúdez (do 29. 7.) Guido Bellido (od 29. 7. - 6. 10.) Mirtha Vásquezová (od 6. 10.) |
| Surinam     |               | prezident Chan Santokhi                                                      | Chan Santokhi                                                                                       |
| Uruguay     |               | prezident Luis Alberto Lacalle Pou                                           | Luis Alberto Lacalle Pou                                                                            |
| Venezuela   |               | prezident Nicolás Maduro dočasný prezident Juan Guaidó                       | Nicolás Maduro Juan Guaidó                                                                          |

## Oceánie
| Název státu                  | Státní vlajka | Hlava státu | Předseda vlády                                                            |
| ---------------------------- | ------------- | --- | ------------------------------------------------------------------------- |
| Austrálie                    |               | královna Alžběta II. – generální guvernér David Hurley                                                                                      | Scott Morrison                                                            |
| Federativní státy Mikronésie |               | prezident David Panuelo | David Panuelo                                                             |
| Fidži                        |               | prezident Jioji Konrote (do 12. 11.) prezident Ratu Wiliame Katonivere (od 12 .11.)                                                         | Frank Bainimarama                                                         |
| Kiribati                     |               | prezident Taneti Maamau | Taneti Maamau                                                             |
| Marshallovy ostrovy          |               | prezident David Kabua | David Kabua                                                               |
| Nauru                        |               | prezident Lionel Aingimea | Lionel Aingimea                                                           |
| Nový Zéland                  |               | královna Alžběta II. – generální guvernérka Dame Patsy Reddyová (do 21. 10.) generální guvernérka Cindy Kiro (od 21. 10.)                   | Jacinda Ardernová                                                         |
| Palau                        |               | prezident Tommy Remengesau (do 21. 1.) prezident Surangel Whipps Jr. (od 21. 1.)                                                            | Tommy Remengesau (do 21. 1.) Surangel Whipps Jr. (od 21. 1.)              |
| Papua Nová Guinea            |               | královna Alžběta II. – generální guvernér Bob Dadae                                                                                         | James Marape                                                              |
| Samoa                        |               | náčelník Va'aletoa Sualauvi II. | Tuilaepa Aiono Sailele Malielegaoi (do 24. 5.) Naomi Mata'afa (od 24. 5.) |
| Šalomounovy ostrovy          |               | královna Alžběta II. – generální guvernér David Vunagi                                                                                      | Manasseh Sogavare                                                         |
| Tonga                        |               | král Tupou VI. | Pōhiva Tuʻiʻonetoa (do 27. 12.) Siaosi Sovaleni (od 27. 12.)              |
| Tuvalu                       |               | královna Alžběta II. – generální guvernérka Teniku Talesi Honolulu (do 1.) Samuelu Teo (1. - 29. 9) ledna Tofiga Vaevalu Falani (od 29. 9.) | Kausea Natano                                                             |
| Vanuatu                      |               | prezident Tallis Obed Moses | Bob Loughman                                                              |

## Státy se sporným mezinárodním uznáním
| Název státu      | Státní vlajka | Hlava státu                                                                                  | Předseda vlády                                                |
| ---------------- | ------------- | -------------------------------------------------------------------------------------------- | ------------------------------------------------------------- |
| Abcházie         |               | dočasný prezident Valerij Bganba                                                             | Valerij Bganba                                                |
| Jižní Osetie     |               | prezident Anatolij Bibilov                                                                   | Domenty Kulumbegov                                            |
| Kosovo           |               | dočasná prezidentka Vjosa Osmaniová (do 22. 3.) dočasný prezident Glauk Konjufca (od 22. 3.) | Avdullah Hoti                                                 |
| Náhorní Karabach |               | prezident Bako Sahakyan                                                                      | Arayik Harutyunyan                                            |
| Severní Kypr     |               | prezident Ersin Tatar                                                                        | Ersan Saner (do 5. listopadu) Faiz Sucuoğlu (od 5. listopadu) |
| Palestina        |               | prezident Mahmúd Abbás                                                                       | Muhammad Ištaja                                               |
| Tchaj-wan        |               | prezidentka Cchaj Jing-wen                                                                   | Su Čen-čchang                                                 |
| Západní Sahara   |               | prezident Brahim Ghali                                                                       | Bouchraya Hammoudi Bayoun                                     |